# زمین‌لرزه ۱۹۹۹ دوزجی
زمین‌لرزه دوزجی  در تاریخ ۱۲ نوامبر ۱۹۹۹ میلادی، برابر با ‎۲۱ آبان ۱۳۷۸، ساعت ۱۶:۵۷:۱۹ به زمان یوتی‌سی در ترکیه، منطقه دوزجی رخ داد. ژرفای این زلزله ۱۰ کیلومتر بود، و بزرگی آن ۷٫۲ در مقیاس Mw اعلام شده‌است. زمین‌لرزه به وقت محلی در روز جمعه، ساعت ۱۸ روی داده و منطقه زمانی آن یوتی‌سی +۲ بوده‌است (با لحاظ تغییر ساعت تابستانی).
سازمان زمین‌شناسی آمریکا نیز رومرکز این زمین‌لرزه را در مختصات ۴۰°۴۵′۲۹″شمالی ۳۱°۰۹′۴۰″شرقی / ۴۰٫۷۵۸°شمالی ۳۱٫۱۶۱°شرقی و ژرفای آن را در ۱۰ کیلومتر گزارش کرده‌است. بزرگی برگزیدهٔ این سازمان از میان بزرگی‌های محاسبه‌شدهٔ مختلف ۷٫۲ در مقیاس Mw بوده و از دید اثر، در میان چهار دسته‌بندی «نامحسوس»، «محسوس»، «زیان‌آور» یا «با تلفات»، زلزله را «با تلفات» اعلام کرده‌است.رانش زمین در آن به وجود آمده‌است.
پروژهٔ «تنسور گشتاور مرکزوار» زاویه‌های (راستا، شیب، ریک) گسل سازندهٔ زمین‌لرزه و صفحه عمود بر آن را (°۲۶۸، °۵۴، °۱۶۷-) یا (°۱۷۰، °۸۰، °۳۶-) و نوع گسل را «امتدادلغز» فرارسانده‌است. گسل مسبب این زمین‌لرزه گسل شمال آناتولی بوده‌است.
شمار کشتگان زلزله حدود ۸۹۴ نفر بوده‌است.تعداد زخمیان ۴۹۴۸ نفر برآورده شده‌است.بی‌خانمان شدگان نیز ۵۵۰۰۰ نفر اعلام شده‌است.